# Ли, Дик
Дик Ли (англ. Dick Lee ; р. 24 августа 1956, Сингапур). Наст. имя Richard «Dick» Lee Peng Boon — сингапурский певец, композитор, дизайнер. В качестве псевдонима, вероятно, взял имя известного американского певца и композитора 1960-х гг. Дика Ли.

## Краткая биография
Старший из пяти детей семьи. Окончил католическую среднюю школу Св. Иосифа в Сингапуре. Позднее учился в Англии в Школе искусств в Хэрроу (1977—1982).

## Творчество
Уже в пятнадцатилетнем возрасте проявил музыкальный талант: с 1971 г. участвовал в различных конкурсах с группой «Гармония» и «Дик и банда». В 1974 г. вышел первый альбом «История жизни» с его собственными композициями. Альбом «Жизнь в городе льва» (1984) характеризовался удачными попытками инкорпорировать азиатские мелодии в современную эстрадную музыку. Популярность в регионе ему принес альбом «Сумасшедший китаец» (1989), который всего за три месяца стал платиновым. Три песни, посвященные Сингапуру («Дом», «Мы будем там» и «Наш Сингапур»), знает каждый сингапурец, их исполняют все хором на мероприятиях, посвященных Национальному дню
В 1990 г. переехал в Японию, где написал много песен для ведущих певцов Азии: Сэнди Лэм, Джеки Чун, Энди Лау, Самми Ченг, Анита Муи (Гонконг); Кадзуфуми Миядзава, группа «Зоопарк» (Япония); Стефани Сан (Сингапур). Кроме того, им написана музыка к ряду кинофильмов: «Умихузуки» (Дыхание) японского режиссера Кайдзо Хаяси (1995), «Он женщина, она мужчина» гонконгского режиссёра Лесли Чуна (1994), «Город из стекла» китайского режиссера Леона Лая (1998). В 1998—2000 гг. работал в Гонконге в филиале звукозаписывающей компании «Sony Music Entertainment».
Кроме песен, создает музыку для мюзиклов, при этом так успешно, что получил титул Ллойда Уэббера Востока. Его мюзиклы покорили Сингапур, Малайзию, Японию и Гонконг: «Мир красоты» (1988), «Рай жареного риса» (1991), «Награлэнд» (1992), «Деревня Амбер» (1994), «Хотпэнтс» (1997), «Пой песню заре» (1997), «Снег. Волк. Озеро» (1997), «Принцесса горы Леданг» (2006), «Пи Рамли» (2007), «ЛКЮ: мюзикл» (2015), посвященный бывшему премьер-министру Сингапура Ли Куан Ю. Его произведением «Запретный город — портрет императрицы» открылся комплекс Театры «Эспланада» в заливе в 2003 г..
Известны и его дизайнерские работы. Им оформлены некоторые бутики и универсальные магазины в Сингапуре («Тангс», «Селия Лу и Айлэндз шоп», «Пинг-понг»). С 1998 г. является художественным директором сингапурского Репертуарного театра. К 30-летию творческой деятельности в 2004 г. выпустил сборник своих избранных произведений на пяти компакт-дисках под названием «Приключения сумасшедшего китайца». В 2017 г. выступил режиссером фильма «Чудо-ребёнок».
Имеет более 20 отечественных и международных наград.

## Основные награды
- Шесть раз назывался композитором года (1998‐2001, 2005‐2006)
- Азиатская премия культуры Фукуока (2003)
- Премия искусства «Культурный медальон» (2005)
- Звание «Артист Штэйнвей» от компании-производителя фортепиано Steinway & Sons (2013)
- Награда «За достижения всей жизни» от Сообщества композиторов Сингапура (2017).

## Семья
- Отец — Ли Кип Ли, журналист.
- Мать — Элизабет Тан.
- Три брата и одна сестра.
- В 1992 году Дик Ли женился на певице и актрисе Джасинте Абишеганаден, но в 1997 развёлся.